# Il cielo in una stanza/Stranger Boy
Il cielo in una stanza/Stranger Boy è il 67° singolo di Mina, pubblicato tra fine febbraio e metà marzo del 1965 su vinile a 45 giri dall'etichetta Italdisc.

## Il disco
In piena produzione Ri-Fi, l'etichetta Italdisc, ripescando tra le registrazioni mai pubblicate presenti nel suo catalogo, trova una versione extended (durata 2:54) della canzone Il cielo in una stanza, la cui versione originale breve (durata 1:59) era stata pubblicata a giugno del 1960.
Realizza quindi un singolo mettendo la nuova traccia sul lato A (al posto di quella breve), mantenendo lo stesso numero di catalogo (MH 61), utilizzando grafica e colore della copertina Archiviato il 13 marzo 2023 in Internet Archive. identici all'ultimo 45 giri pubblicato in ordine cronologico (giugno 1964), e sostituendo la seconda facciata con il pezzo Stranger Boy, già lato B di Vulcano/Stranger Boy stampato a ottobre del 1963.
Alla fine dell'operazione la https://minamazzinimedia-4b71.kxcdn.com/m/disco/800x800/MH_61_2_010.jpg risulta simile a quella del disco originale Archiviato il 13 marzo 2023 in Internet Archive. a meno del colore dello sfondo, che diventerà celeste in una ristampa successiva.
La versione extended si trova anche nelle raccolte su CD L'album di Mina (1983), Mina Gold (1998) e Ritratto: I singoli Vol. 1 (2010); altrove è usata sempre quella breve.

## Tracce
Lato A
1. Il cielo in una stanza (extended version) – 2:54 (Gino Paoli; edizioni musicali Fama)

Lato B
1. Stranger Boy – 3:01 (testo: Leo Chiosso – musica: Umberto Prous; edizioni musicali Orchestralmusic)